# پیست اسکی سهند
پیست اسکی سهند مجموعهٔ تفریحی ورزشی که در بردارنده بزرگ‌ترین پیست اسکی در شمال غرب کشور است که زیر نظر هیئت اسکی استان آذربایجان شرقی اداره می‌شود. این پیست در ۳۹ کیلومتری جنوب شرق شهر تبریز و در دامنه کوه سهند واقع شده‌است. طول مسیر اسکی در این پیست ۱۲۰۰ متر است و مجهز به یک تله اسکی و مجتمع رفاهی می‌باشد. فصل فعالیت این پیست بستگی به زمان و طول مدت بارش زمستانی دارد.